# Al-Murabitun
Al-Murabitun (arab. المرابطون, Al-Murābiṭūn, dosł. strażnicy) – salafistyczna organizacja dżihadystyczna powstała w sierpniu 2013 w wyniku fuzji Ruchu na Rzecz Jedności i Dżihadu w Afryce Zachodniej (MUJAO) z Zamaskowanym Batalionem.

## Historia
22 sierpnia 2013, według oświadczenia podpisanego przez Ahmeda al-Tilemsiego i Muchtara Bilmuchtara MUJAO i Zamaskowany Batalion zostały połączone w jedną organizację. O fuzję wnioskował przywódca Al-Ka’idy Ajman az-Zawahiri Obaj przywódcy ustalili, że nie będą szefować połączonej grupie, na czele organizacji stanął wówczas Egipcjanin Abu Bakr al-Muhadżir.
Nazwa Al-Murabitun odnosi się do berberyjskiej dynastii Almorawidów rządzącej częścią Półwyspu Iberyjskiego i terenami m.in. dzisiejszego Maroka i Sahary Zachodniej.
Al-Murabitun działa głównie w regionie Gao w Mali oraz w północnym Nigrze, gdzie handluje narkotykami. Organizacja ma również kontakty w Tunezji, Libii, Sudanie i Egipcie, a także współpracuje z nigeryjską organizacją Boko Haram.
Na początku swojego istnienia organizacja miała około 300 członków i była podzielona na trzy grupy. Przywódcami dwóch grup byli Omar Ould Hamaha oraz Ahmed al-Tilemsi. Według RFI w maju 2014 Al-Murabitun po walkach w Mali liczyła mniej niż stu członków.
W nocy z 13 na 14 listopada 2013, 200 km na zachód od Tessalit, wojsko francuskie zniszczyło pick-upa na pustyni. Zginęło trzech członków Al-Murabitun, w tym El-Hassen Ould Khalill, który był byłym rzecznikiem organizacji Sygnatariusze Krwi. W nocy z 4 na 5 marca 2014 podczas bombardowania Ametettaï zginęło 11 dżihadystów, w tym Omar Ould Hamaha.
Na przełomie 2013 i 2014 Muchtar Bilmuchtar był aktywny w południowo-zachodniej Libii, gdzie starał się zbliżyć do ekstremistów z Ansar asz-Szari’a.
Tożsamość dowódcy Al-Murabitun długo pozostawała nieznana. W połowie kwietnia 2014 ujawniono, że był nim Egipcjanin Abu Bakr an-Nasri, zabity przez armię francuską. Malijskie źródła wojskowe podały, że zginął w nocy z 10 na 11 kwietnia 2014 w operacji przeciwko dżihadystom pomiędzy Kidalem a Timbuktu, w której zginęło 7 osób. W maju władze francuskie potwierdziły, że Abubakr al-Nasri był przywódcą Al-Murabitun.
Po jego śmierci przywództwo nad grupą objął Ahmed Al-Tilemsi, na co zgodził się Bilmuchtar. W grudniu 2014 r. Al-Tilemsi zginął. Pod nieobecność Bilmuchtara samozwańczo wodzem ogłosił się jeden z zastępców Al-Tolemsiego, Adnan Abu Walid al Sahrawi. Bilmuchtar nie uznał nowego przywódcy.
W maju 2015 roku al Sahrawi zadeklarował sojusz organizacji z Państwem Islamskim, jednak kilka dni później Bilmuchtar wydał oświadczenie, w którym negował ważność tego oświadczenia, oskarżył PI o „zabijanie niewinnych muzułmanów” i zadeklarował wierność Ajmanowi az-Zawahiriemu, przywódcy Al-Ka’idy, którego władza została osłabiona przez odłączenie się Islamskiego Państwa Iraku i Lewantu.
14 lipca 2014 Abou Aassim El-Mouhajir z Al-Murabitun dokonał zamachu samobójczego na francuski patrol wojskowy w pobliżu Almoustarat. W ataku zginął jeden francuski żołnierz, a sześciu zostały rannych, w tym dwóch ciężko.
20 listopada 2015 frakcja Al-Murabitun powiązana z Al-Kaidą przyznała się do ataku na hotel Radisson w mieście Bamako w Mali.